# Lotte Grigel
Lotte Grigel (født 5. april 1991 i Esbjerg, Danmark) er en tidligere dansk håndboldspiller, der repræsenterede Danmarks kvindehåndboldlandshold fra 2008 til 2020.
Hun har siden 2022 været ekspertkommentator for Viaplay, hvor hun dækker danske kvindehold i EHF Champions League og EHF European League.

## Karriere
Hun startede som 7-årig med at spille i KVIK Esbjerg, indtil hun blev 16 år i 2008, hvor hun fik debut på byens kvindehold i Team Esbjerg. Hendes første år Esbjerg, medvirkede også til debut på A-landsholdet. Hun fik officielt debut på A-landsholdet, den 14. oktober 2008 mod Rusland ved GF World Cup 2008, hvor hun scorede 5 mål. Hun blev dog skadet efter kampen mod Rusland og deltog ikke efterfølgenden ved GF World Cup 2008. Selvsamme år blev hun udtaget EM i kvindehåndbold 2008 i Makedonien.
Grigel nåede at spille syv år i barndomsklubben, hvor hun var blevet lidt af en håndbolddarling i Team Esbjerg. I 2015, kom der uroligheder i forholdet mellem Team Esbjerg og Grigel. Grigel følte sig overset og ignoreret af Team Esbjergs daværende cheftræner Lars Frederiksen, grundet manglende spilletid Hun meddelte i flere omgange at hun ikke ville optræde for Team Esbjerg, under træner Lars Frederiksen.
Efter konflikten med Team Esbjerg valgte Lotte Grigel kort før VM 2015 på hjemmebane at forlade Esbjerg, og skiftede til den russiske storklub Rostov-Don. Hun blev dog korsbåndskadet ved VM 2015 i en kamp mod Tunesien.
I 2017 skiftede hun efter 15 måneder i Rusland til den ungarske klub Debreceni VSC, hvor hun spillede indtil 2019. Hun underskrev i sommeren 2019 en toårig kontrakt med franske Nantes Loire Atlantique Handball. Her spillede hun til 2021, hvorefter hun annoncerede sin graviditet og efterfølgende karrierestop.
Hun står dags dato noteret for 112 landskampe og 163 mål på det danske landshold.

## Meritter

### Klubhold

#### Team Esbjerg
- Danmarksmesterskabet:
  -  Sølv: 2015
- DHF's Landspokalturnering:
  -  Sølv: 2011
- Super Cup:
  -  Guld: 2015
- EHF Cup:
  -  Sølv: 2014

#### Rostov-Don
- Russiske Superliga:
  -  Guld: 2017
  -  Sølv: 2016
- Russiske pokalturnering:
  -  Guld: 2016, 2017
- EHF Cup:
  -  Guld: 2017